# Peter Racine Fricker
Pour les articles homonymes, voir Fricker.
Peter Racine Fricker né le 5 septembre 1920 à Londres et mort le 1er février 1990 à Santa Barbara, en Californie, est un compositeur britannique.

## Biographie
Fricker est né à Londres, et a étudié avec R.O. Morris et Ernest Bullock (en) au Royal College of Music. Après avoir servi dans la Royal Air Force pendant la Seconde Guerre mondiale, Fricker a entrepris une période d'étude avec Mátyás Seiber. Il a occupé un poste de professeur de composition au Royal College of Music de Londres, et en 1952, il est devenu directeur de la musique au Collège Morley (en), succédant à Michael Tippett. Son quintette à vent (1947) a attiré l'attention générale, et son premier quatuor à cordes (1947) et la symphonie de 1949 ont également été bien accueillis. Quatre autres symphonies (1951, 1960, 1966, 1976) ont suivi, qui sont parmi ses œuvres les plus appréciées. Parmi les autres œuvres, on peut citer Paseo pour guitare (1969), Sinfonia in Memoriam Benjamin Britten (1977), deux concertos pour violon (1950, 1954), de la musique chorale et de la musique de chambre (y compris la Sonate pour Violoncelle et Piano de 1956, enregistrée vingt ans plus tard pour L'Oiseau Lyre par Julian Lloyd Webber et John McCabe) et des œuvres pour piano et orgue.
Stylistiquement sa musique est significativement différente de celle de l'école anglaise du milieu du XXe siècle. Il a écrit de la musique qui est chromatique, contrapuntique, et acerbe. Elle s'apparente plus à Arnold Schoenberg, Béla Bartók, Paul Hindemith et qu'à celle de ses contemporains anglais. Contrairement à Schoenberg, cependant, il n'a jamais abandonné la tonalité tout à fait, préférant travailler dans un langage dissonant qui conserve à la base une position tonale. Il a été considéré comme conservateur dans le milieu musical des années 1950 et 1960.
Fricker est devenu professeur de musique invité à l'Université de Californie, Santa Barbara en 1964. Six ans plus tard, il a pris un poste permanent à l'université. Il est devenu président du département de musique en 1970, et a été nommé "faculty research lecturer" en 1979, honneur académique le plus élevé que l'université donne à son corps professoral. De 1984 à 1986, il a été président du Festival International de Musique et littérature de Cheltenham en Angleterre.

## Œuvres
Opéra
- The Death of Vivien, opéra radiophonique (1956)

Ballet
- Canterbury Prologue, ballet (créé à Londres en 1951)

Musique vocale
- The Vision of Judgment, oratorio (1958)
- Magnificat, (1968)

Musique symphonique
- 5 symphonies, 
  - Symphonie nº 1 (1949, créée au Festival de Cheltenham le 5 juillet 1950, Prix Koussevitzky)
  - Symphonie nº 2 (créée à Liverpool le 26 juillet 1951)
  - Symphonie nº 3 (1949, créée à Londres le 8 juillet 1960)
  - Symphonie nº 4 « in memoriam Mátyás Seiber » (1949, créée à Cheltenham le 14 février 1967)
  - Symphonie nº 5 avec orgue, Op.74, F153 (1976)
- concertos pour violon (2), 
  - concerto pour violon et orchestre de chambre (1950)
- concerto pour piano (créé à Londres le 21 mars 1954)
- concerto pour 3 pianos, cordes et timbales, (créé à Londres le 10 août 1956)
- concerto pour cor anglais et cordes (1950), etc.,

Musique de chambre
- 3 Quatuors à cordes, 
  - Quatuor à cordes nº 1 (1948)
  - Quatuor à cordes nº 2 (1953)
  - Quatuor à cordes nº 3 (1975)

- quintette à vent,

Musique de piano
- pièces pour piano.

## Discographie
La liste n'étant pas exhaustive, les enregistrements suivants étaient disponibles en avril 2007:
- Symphonie nº 2 (couplée avec la Symphonie nº 1 de Robert Simpson / Symphony in One Movement de Robin Orr). Royal Liverpool Philharmonic Orchestra / Sir John Pritchard, EMI Classics, November 2002
- Sonates pour violon 1 (1950) et 2 (1987) (avec les Sonates pour violon de Alan Rawsthorne/Vaughan Williams). Susanne Stanzeleit (violon) / Julian Jacobson (piano) Cala Records, Septembre 2000
- A Babe is Born (Choral piece) on "Hodie: An English Christmas Collection". The Sixteen / Harry Christophers Coro Records October 2001
- Sonate pour violoncelle  (Julian Lloyd Webber et John McCabe, Lyrita, février 2009)
- O Mistress Mine, pour voix avec accompagnement de guitare, Sir Peter Pears, Julian Bream, RCA Victor (1996)
- Concerto pour violon, Op.11, F28 (1949–50) (Yfrah Neaman, violon; Norman Del Mar conduisant le Royal Philharmonic Orchestra) (2008 Lyrita)

Liste d'enregistrements non disponibles.
- Quatuor à cordes nº 2, Op.20, F46 (1952–53) (Amadeus Quartet, Argo LP, ca.1963, couplé avec le Quatuor à cordes nº 2 de Benjamin Britten)
- Symphonie nº 5 avec orgue, Op.74, F153 (1976)
- Wind Quintet, Op.5, F11 (1947) (enregistré chez Argo, 1962, par le Brain Quintet - appelé d'après Dennis Brain)

## Sources
- Roland de Candé, Dictionnaire des compositeurs, Paris, Seuil, 1996, 500 p. (ISBN 978-2-02-025399-4 et 2-02-025399-2)
- Theodore Baker et Nicolas Slonimsky (trad. de l'anglais par Marie-Stella Pâris, préf. Nicolas Slonimsky), Dictionnaire biographique des musiciens [« Baker's Biographical Dictionary of Musicians »], t. 1 : A-G, Paris, Robert Laffont, coll. « Bouquins », 1995 (réimpr. 1905, 1919, 1940, 1958, 1978), 8e éd. (1re éd. 1900), 4728 p. (ISBN 2-221-06510-7), p. 1348